# Kuzovatovo
Kuzovatovo (in russo Кузоватово?) è un insediamento di tipo urbano della Russia europea, situato nell'oblast' di Ul'janovsk. È il centro amministrativo del rajon Kuzovatovskij.
Si trova sulle alture del Volga, 100 km (in linea d'aria) a sud-ovest di Ul'janovsk, non lontano dalla sorgente dello Svijaga.